# Paroisse de Southesk
La paroisse de Southesk est à la fois une paroisse civile et un ancien district de services locaux (DSL) canadien du comté de Northumberland, au Nouveau-Brunswick. Elle est située à l'ouest de la cité de Miramichi. Le nom légal du DSL est la paroisse de South Esk. Dans le cadre de la réforme de la gouvernance locale du 1er janvier 2023, le territoire du DSL a été réparti entre la communauté rurale de Miramichi River Valley et le district rural de Grand Miramichi.

## Toponyme
La paroisse est probablement nommée ainsi en complément de la paroisse de Northesk.

### Villages et hameaux
La paroisse de Southesk comprend les hameaux de Cassilis, Dennis, Garden Road, Halcomb, Harris Brook Settlement, Lyttleton, Matthews, Red Rock, Sillikers, South Esk, Warwick et Williamstown.
Il se peut que le hameau de Cassilis soit nommé selon un lieu en Écosse. Le hameau s'appelait Chaplin Settlement jusqu'en 1884. Sillikers est vraisemblablement nommé ainsi en l'honneur du premier maître des postes, Daniel Silliker. Quant à Williamstown, le nom fait peut-être allusion à William Graham, William Queal et William Taylor, qui reçurent des terres à cet endroit. L'origine des toponyme de Dennis, Garden Road, Halcomb, Harris Brook Settlement, Lyttleton, Matthews, Red Rock et Warwick est inconnue.
Quaan Landing a été regroupé à Halcomb, Whitney Landing l'a été à Sillkers, Scotts Settlement à South Esk et Hopkins Settlement à Warwick.

## Histoire
Royaume de France (1636-1654)

 Royaume d'Angleterre (1654-1657)

 Royaume de France (1657-1674)

 Provinces-Unies (1674-1677)

 Royaume de France (1677-1690)

 Royaume d'Angleterre (1690-1692)

 Royaume de France (1692-1763)

 Royaume de Grande-Bretagne (1763-1801)

 Royaume-Uni de Grande-Bretagne et d'Irlande (1801-1867)

### Préhistoire (-1500 à 1636)
La paroisse de Southesk est située dans le Mi'kma'ki, le territoire historique des Micmacs, plus précisément dans le district de Sigenigteoag, qui comprend l'actuel côte Est du Nouveau-Brunswick, jusqu'à la baie de Fundy. Les Micmacs se servaient de Quoomeneegook, l'« île des Pins » ou l'île Boishébert de nos jours, comme lieu de campement et de cérémonies.

### Régime français (1636 à 1763)

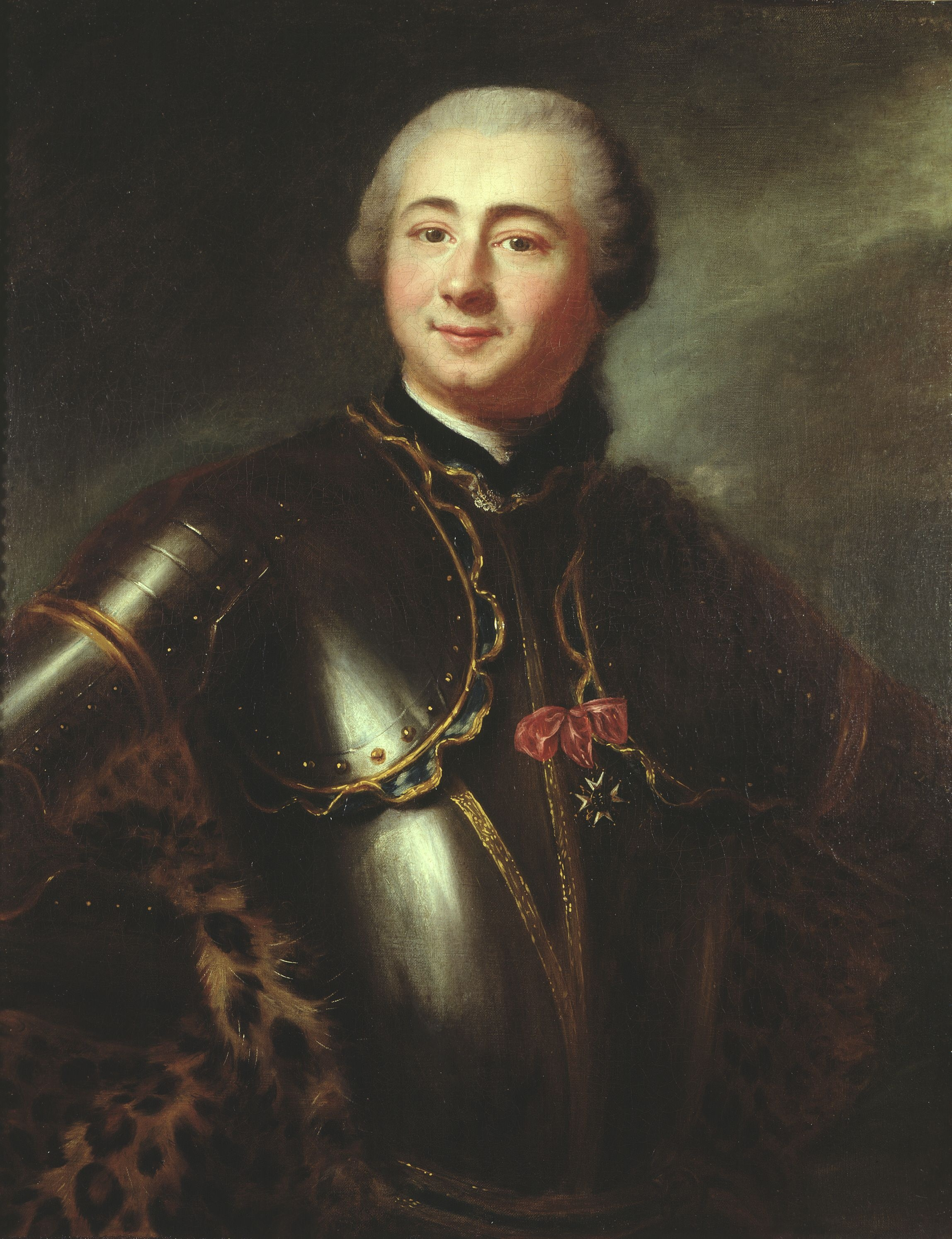
Charles Deschamps de Boishébert, vers 1753.

En 1636, Nicolas Denys obtient une seigneurie au confluent des rivières Miramichi Sud-Ouest et Miramichi Nord-Ouest.
Au milieu du XVIIIe siècle, les Acadiens fondent plusieurs villages dans les environs de Miramichi mais leur population varie constamment. Ces villages étaient vraisemblablement situés à l'île Boishébert, à la pointe Wilson et à la pointe Canadian, en plus des villages construits à Burnt Church et à Baie-du-Vin. À partir de 1756, durant la Déportation des Acadiens, Charles Deschamps de Boishébert rassemble de nombreux réfugiés Acadiens à Miramichi. Il fait aussi construire une batterie à l'anse French Fort. Entre 1756 et 1758, plus de mille Acadiens meurent de faim et de froid. De 1757 à 1758, l'île Boishébert sert certainement de base pour les campagnes contre les Anglais et pour les renforts destinés à la forteresse de Louisbourg ainsi que de port de transbordement des marchandises destinées à cette dernière. En septembre 1758, le colonel James Murray détruit plusieurs hameaux de l'embouchure du fleuve. Il se peut que les hameaux de l'île Boishébert soient détruits en 1760 par John Byron, capitaine du Fame. Quoi qu'il en soit, ces hameaux sont déjà en ruine en 1785 et il y a dans les années précédentes un exode important des familles acadiennes vers le Québec, alors appelé le Canada.

### Du traité de Paris à nos jours
L'Acadie est cédée à la Grande-Bretagne par la signature du traité de Paris en 1763. La colonie est renommée Nouvelle-Écosse et le Nouveau-Brunswick en est séparé en 1784. Le comté de Nortumberland est créé la même année.
Des immigrants écossais s'installent près de la Petite rivière Miramichi avant 1785. Rejoints par des Néo-Bruswickois, leur établissement s'étend jusqu'à nos jours le long de la Petite rivière Miramichi Sud-Ouest. En 1825, le territoire est touché par les Grands feux de la Miramichi, qui dévastent entre 10 000 km2 et 20 000 km2 dans le centre et le nord-est de la province et tuent en tout plus de 280 personnes,. Sillikers et Williamstown sont fondés en 1830,. Le hameau de Williamstown, appelé Ellenstown à une certaine époque et improprement appelé Welsh dans certains textes, est fondé peu avant 1832 par des Irlandais méthodistes. La date de fondation de Lyttleton est inconnue mais les historiens savent que son bureau de poste est fondé en 1871. L'année de fondation de Williamstown est aussi inconnue mais la localité compte 150 habitants en 1871.
La paroisse civile de Southesk est érigée en 1879 à partir de la portion sud de la paroisse de Northesk. Cette dernière avait été formée en 1814 à partir de la portion ouest des paroisses de Newcastle et d'Alnwick, qui elles-mêmes avaient été créées en 1786 à partir de territoires non constitués du comté de Northumberland.
Warwick Settlement, désormais connu sous le simple nom de Warwick, est une localité agricole fondée en 1875 grâce à la Free Grants Act (Loi sur les concessions gratuites) et peuplé par quelques personnes en provenance des environs. La date de fondation du hameau de South Esk est inconnue mais les historiens savent que son bureau de poste est fondé en 1881 et qu'une station piscicole gouvernementale y est bâtie avant 1898. À Halcomb, nous savons qu'un bureau de poste est inauguré en 1884. Il en est de même pour Cassilis en 1885.
Le bureau de poste de Williamstown ouvre ses portes vers 1892, suivi de celui Sillikers en 1901. En 1898, Cassilis est un établissement agricole, forestier et de pêche comptant 50 habitants. Halcomb compte alors 150 habitants vivant surtout d'agriculture et d'exploitation forestière. Soouth Esk et Williamstown, dotés d'une économie semblable, comptent respectivement 75 et 100 habitants,. À noter qu'Ellestown, plus tard regroupé à Williamstown, compte en 1898 une centaine d'habitants. À Lyttleton, on dénombre la même année un magasin, une église et 150 habitants vivant d'agriculture. En 1904, Sillikers compte une église et 200 habitants vivant de l'agriculture, de l'exploitation forestière et de la pêche.
Le bureau de poste de Williamstown ferme toutefois ses portes en 1913. Le bureau de poste du hameau de South Esk ferme ses portes en 1933.
Le bureau de poste de Warwick est inauguré en 1938 mais est fermé en 1950. L'année 1954 voit la fermeture de ceux de Halcomb, de Lyttleton et de Sillikers,,.
La municipalité du comté de Northumberland est dissoute en 1966. La paroisse de Southesk devient un district de services locaux en 1967. Le bureau de poste de Cassilis ferme ses portes en 1968.
Les archives provinciales du Nouveau-Brunswick ne recensent aucune informations sur l'histoire de Dennis, de Garden Road, de Harris Brook Settlement, de Matthews et de Red Rock.

## Démographie
D'après le recensement de Statistique Canada, il y avait 1666 habitants en 2021 alors qu'il y avait 1694 habitants en 2016 et 1833 en 2011, soit une baisse de 9,1 % en 10 ans. La paroisse compte 813 logements privés, a une superficie de 2 459,43 km² et une densité de population de 0,7 habitant au km².
| 2001  | 2006  | 2011  | 2016  | 2021  |
| ----- | ----- | ----- | ----- | ----- |
| 2 083 | 1 964 | 1 833 | 1 694 | 1 666 |

## Économie
Entreprise Miramichi, membre du Réseau Entreprise, a la responsabilité du développement économique.

## Administration
En tant que district de services locaux, Southesk est en théorie administrée directement par le Ministère des Gouvernements locaux du Nouveau-Brunswick, secondé par un comité consultatif élu composé de cinq membres dont un président. Il n'y a actuellement aucun comité consultatif.

### Commission de services régionaux
La paroisse de Southesk fait partie de la Région 5, une commission de services régionaux (CSR) devant commencer officiellement ses activités le 1er janvier 2013. Contrairement aux municipalités, les DSL sont représentés au conseil par un nombre de représentants proportionnel à leur population et leur assiette fiscale. Ces représentants sont élus par les présidents des DSL mais sont nommés par le gouvernement s'il n'y a pas assez de présidents en fonction. Les services obligatoirement offerts par les CSR sont l'aménagement régional, l'aménagement local dans le cas des DSL, la gestion des déchets solides, la planification des mesures d'urgence ainsi que la collaboration en matière de services de police, la planification et le partage des coûts des infrastructures régionales de sport, de loisirs et de culture; d'autres services pourraient s'ajouter à cette liste.

### Représentation et tendances politiques
Nouveau-Brunswick: Southesk fait partie de la circonscription provinciale de Miramichi-Sud-Ouest, qui est représentée à l'Assemblée législative du Nouveau-Brunswick par Jake Stewart, du Parti progressiste-conservateur. Il fut élu en 2010.
 Canada: Southesk fait partie de la circonscription électorale fédérale de Miramichi, qui est représentée à la Chambre des communes du Canada par Tilly O'Neill-Gordon, du Parti conservateur. Elle fut élue lors de la 40e élection fédérale, en 2008.

## Vivre dans la paroisse de Southesk
Red Bank dispose d'un bureau de poste et d'un hôpital vétérinaire. Le détachement de la Gendarmerie royale du Canada le plus proche est situé à Sunny Corner.
Les anglophones bénéficient du quotidien Telegraph-Journal, publié à Saint-Jean et de l'hebdomadaire Miramichi Leader, publié à Miramichi. Les francophones bénéficient quant à eux du quotidien L'Acadie nouvelle, publié à Caraquet, ainsi que de l'hebdomadaire L'Étoile, de Dieppe.

## Culture
Le Miramichi Country Music Opry de Red Bank est une salle de spectacle consacrée à la musique country. Le festival de musique country y est organisé au mois de septembre.